# TOSLINK

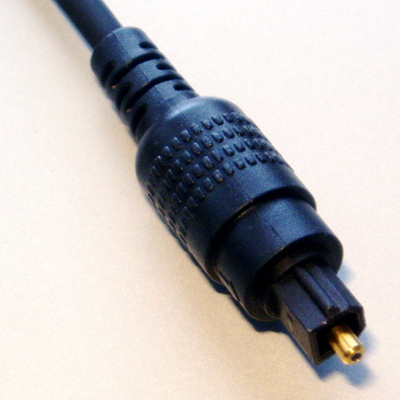
TOSLINK-Stecker mit F05-Anschluss

TOSLINK (Abkürzung für TOShiba-LINK) ist ein ursprünglich von Toshiba entwickeltes, standardisiertes Lichtwellenleiter-Verbindungssystem für optische Signalübertragungen im Bereich bis etwa 20 Mbit/s. Weite Verbreitung hat es durch die Benutzung bei der digitalen Übertragung von Audiosignalen bei Konsumgütern gefunden, wo es zum Beispiel zur Übertragung zwischen Komponenten wie CD- und DVD-Spielern und Audioverstärkern oder D/A-Wandlern benutzt wird.
Der Leitungscode und die übertragenen Datenformate sind weitgehend identisch mit den elektrischen Signalen bei S/PDIF, so dass einfache Wandler zur Konvertierung verwendet werden können.

## Kabel
Verwendet wird ein Lichtwellenleiter (LWL) aus transparentem Kunststoff (PMMA oder Polycarbonat, siehe Polymere optische Faser, kurz POF) mit 1 mm Kerndurchmesser. Der große Durchmesser erlaubt es, die Strahlung von Leuchtdioden mit einer an diese angeformten Fokussierungslinse einzukoppeln – es sind keine Laserdioden erforderlich. POF erlauben bei gleichem Durchmesser einen kleineren Biegeradius, haben jedoch eine höhere Dämpfung als Glas-Lichtwellenleiter, die Reichweiten sind daher auf bis etwa 100 Meter, praktisch auf etwa 10 Meter begrenzt. Die Kabel werden meist teurer als Kupferkabel verkauft. Manchmal werden diese Kabel auch mit vergoldeten Steckern für besseren Kontakt angeboten, was allerdings technisch keine Vorteile bringt, da die Datenübertragung keinen elektrischen Kontakt benötigt.

## Vor-/Nachteile
Der Vorteil einer Lichtwellenleiter-Verbindung in der Audiotechnik ist, dass damit eine Potenzialtrennung der Gerätekomponenten erreicht wird und somit Masseschleifen vermieden werden. Auch sind Lichtwellenleiter unempfindlich gegenüber elektrischen und magnetischen Störeinkopplungen. Weiterhin werden Störabstrahlungen durch kabelübertragene elektrische Digitalsignale vermieden. Allerdings kommt es vor, dass zur Erhöhung der Robustheit metallverstärkte TOSLINK-Kabel verwendet werden, die dann doch wieder Brummschleifen in digitalen Geräten verursachen, falls die Metallverstärkung an beiden Kabelenden mit Masse verbunden ist.
Zudem besitzen Lichtwellenleiter-Kabel aufgrund ihrer physikalischen Eigenschaften grundsätzlich eine Anfälligkeit gegenüber engen Biegeradien (scharfe Kanten, Knicke).

## Entwicklung
TOSLINK wurde 1983 ursprünglich von Toshiba entwickelt, um deren CD-Player mit deren Radio-Receivern zu verbinden, hat sich aber schnell auch bei CD-Spielern anderer Marken durchgesetzt. Frühe TOSLINK-Systeme verwendeten die digitalen Rohdaten der CD-Player, mittlerweile hat sich der S/PDIF-Standard als universelles Format für Audio-Streams durchgesetzt.

## Verwendung

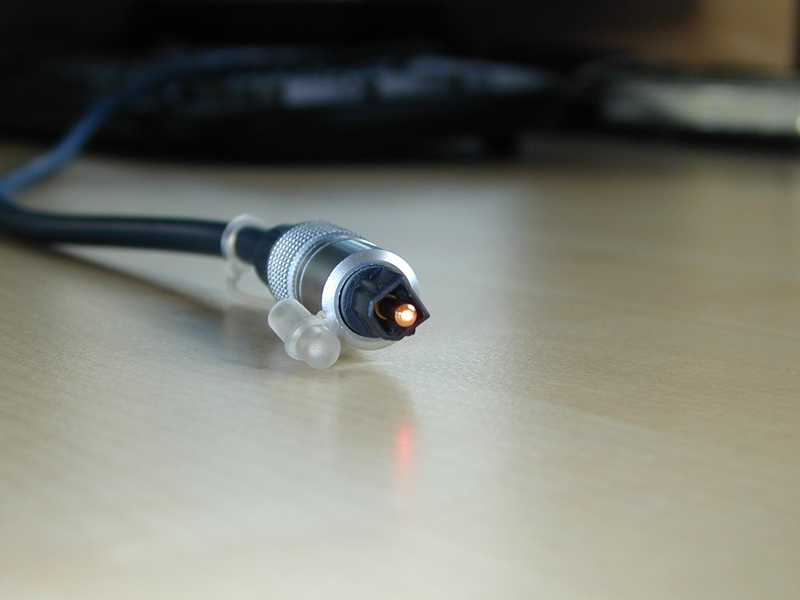
TOSLINK

Zunächst wurde TOSLINK meistens dazu benutzt, um Daten an MiniDisc- oder DAT-Rekorder zu senden, durch den Rückgang der Zahl der Geräte und gleichzeitige Verbreitung von Rechnern und digitalen Verbindungen wurde dies mehr und mehr zum Standard digitaler Audioverbindungen auch im Konsumentenbereich. TOSLINK wird u. a. dazu verwendet, DVD-Player oder Spielkonsolen mit Dolby-Digital-/dts-Dekodern (Heimkinosystem) zu verbinden. Auch der Anschluss von Computern und Netzwerkspielern an externe D/A-Wandler ist ein häufig zu findendes Szenario, da Musik häufig von Massenspeichern gespielt oder gestreamt wird.
Im Tonstudio wird dasselbe Steckersystem auch mit einem anderen Übertragungsprotokoll (ADAT Lightpipe) verwendet. Damit können bis zu 8 Kanäle gleichzeitig übertragen werden.
Eine Verbindung über TOSLINK ist – obwohl Lichtleitertechnik grundsätzlich in beide Richtungen nutzbar ist – nur jeweils in einer Richtung definiert und möglich.

## Steckertypen

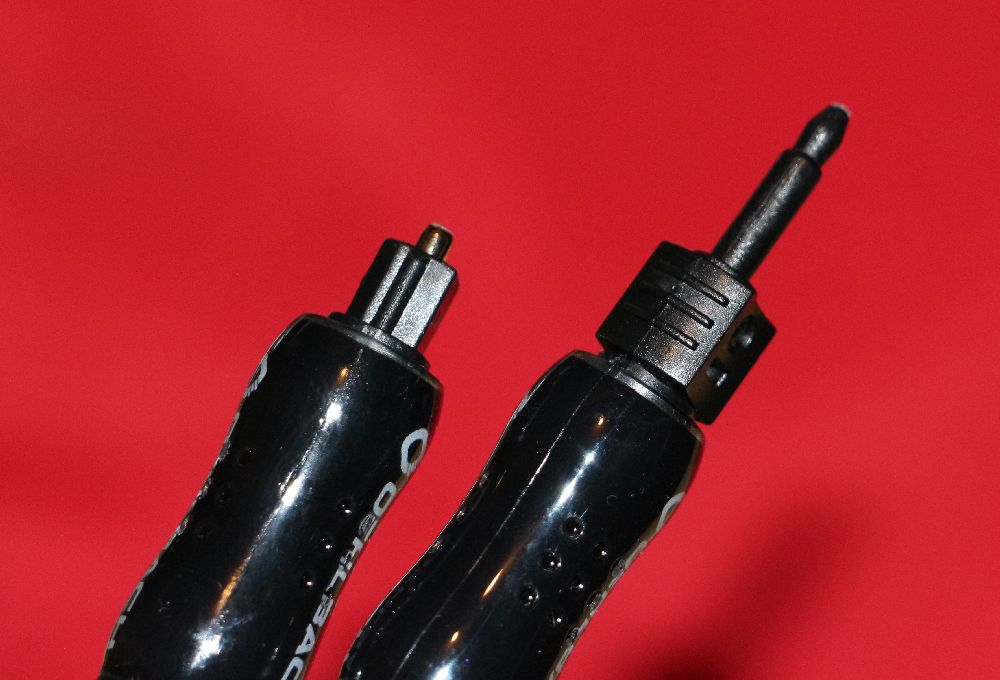
Optischer TOSLINK-Anschluss, Kabel und Spezialadapter auf 3,5-mm-Klinkenstecker

Eine andere Bezeichnung für TOSLINK ist F05-Stecker, der den Standard darstellt.
Eine alternative Steckervariante ist die 3,5-mm-Miniplug-Verbindung. Sie findet dann Verwendung, wenn in derselben Ausgangsbuchse auch ein analoges elektrisches Klinkenstecker-Signal ausgegeben wird. Es ist dann ein TOSLINK-Miniplug-Stecker zum Anschluss notwendig, der die Form eines üblichen 3,5-mm-Klinkensteckers hat, jedoch meist aus Kunststoff besteht und an seinem Ende die Stirnfläche des Lichtwellenleiters umfasst. Viele heutige Notebooks besitzen diesen Ausgang und realisieren hierüber den Ausgang von beispielsweise Dolby-Digital-5.1-Raumklang.
Es ist ein Rückgang zu beobachten. Beispielsweise Apple MacBooks und iMacs verfügen nicht mehr über Toslink in der Buchse für Kopfhörer. Als Ersatz kann ein über Thunderbolt oder USB angeschlossenes Interface bzw. Soundkarte mit TOSLINK Ausgang oder ein Adapter (z. B. auf HDMI) verwendet werden, je nachdem was das Endgerät unterstützt.
Es gibt mit allen Kombinationen dieser beiden Steckerarten konfektionierte Kabel sowie Adapter. Die optoelektronischen Bauelemente zum Senden und zum Empfang sind meist direkt in die Steckbuchsen integriert.